# Новобайрамгулово
Новобайрамгу́лово (рос. Новобайрамгулово, башк. Яңы Байрамғол) — присілок у складі Учалинського району Башкортостану, Росія. Адміністративний центр Новобайрамгуловської сільської ради.
Населення — 444 особи (2010; 512 в 2002).
Національний склад:
- башкири — 100%

## Видатні уродженці
- Аллаярова Нажія Хібатівна — співачка, Народна артистка Башкирської АРСР.